# Домнин, Павел Иванович
Павел Иванович Домнин (1912—1943) — сержант Рабоче-крестьянской Красной Армии, участник Великой Отечественной войны, Герой Советского Союза (1943).

## Биография
Павел Домнин родился 12 августа 1912 года в селе Белка (ныне — Княгининский район Нижегородской области) в семье крестьянина. После окончания сельской школы работал грузчиком в Ярославском речном порту. Окончил спортивную школу, после чего работал цирковым борцом. В феврале 1942 года Домнин был призван на службу в Рабоче-крестьянскую Красную Армию. С ноября того же года — на фронтах Великой Отечественной войны. Принимал участие в боях на Воронежском, Центральном, 1-м Украинском фронтах. Участвовал в Курской битве, Черниговско-Припятской операции. К сентябрю 1943 года сержант Павел Домнин командовал пулемётным расчётом 985-го стрелкового полка 226-й стрелковой дивизии 60-й армии Центрального фронта. Отличился во время битвы за Днепр.
27 сентября 1943 года, несмотря на массированный огонь вражеской артиллерии и миномётов, Домнин в составе штурмовой группы форсировал Днепр в районе села Толокунская Рудня Вышгородского района Киевской области Украинской ССР и принял активное участие в захвате и удержании плацдарма на его западном берегу. В бою Домнин уничтожил около 70 солдат и офицеров противника.
Указом Президиума Верховного Совета СССР от 17 октября 1943 года за «мужество и героизм, проявленные при форсировании Днепра» сержант Павел Домнин был удостоен высокого звания Героя Советского Союза. Орден Ленина и медаль «Золотая Звезда» он получить не успел, так как в декабре 1943 года под Коростенем пропал без вести.

## Память
- В честь Домнина названа улица в его родном селе[1].